# 청소년 기후행동
청소년 기후행동(영어: School strike for climate, Fridays for Future, Youth for Climate, Youth Strike 4 Climate)은 학생들의 국제적 시위로, 주로 동맹휴학의 형태이다. 온난화 및 기후 변화 완화를 목적으로 한다. 2018년 8월 스웨덴의 기후 운동가 그레타 툰베리가 스웨덴 의회 밖에서 "Skolstrejk för klimatet"(기후 대처 학교 파업) 플래카드를 들고 행동을 시작하면서 시작되었다.

## 같이 보기
- 기후정의